# Pancze Ḱumbew
Pancze Ḱumbew (mac. Панче Ќумбев; ur. 25 grudnia 1979 w Wełesie) – macedoński piłkarz grający na pozycji środkowego obrońcy.
23 czerwca 2008 roku podpisał kontrakt z Legią Warszawa, do której trafił z Dyskobolii Grodzisk Wielkopolski. Rozegrał 35 spotkań ligowych, strzelając w nich 2 bramki. Jego debiut w I lidze miał miejsce 21 sierpnia 2004 w meczu pomiędzy Dyskobolią Grodzisk a Wisłą Płock, wygranym przez drużynę grodziszczan 1:0. Ma na koncie również występy w reprezentacji Macedonii.